# Khwansuda Phuangkitcha
Khwansuda Phuangkitcha (en thaï : ขวัญสุดา พวงกิจจา), née le 31 août 2000, est une taekwondoïste handisport thaïlandaise concourant chez les -49 kg. Après le titre mondial et une médaille de bronze européenne en 2019, elle est médaillée de bronze aux Jeux de 2020.

## Palmarès
| Date | Compétition           | Lieu    | Place |
| ---- | --------------------- | ------- | ----- |
| 2019 | Championnats du monde | Antalya | 1re   |
| 2019 | Championnats d'Europe | Bari    | 3e    |
| 2021 | Jeux paralympiques    | Tokyo   | 3e    |